# Asa Akira

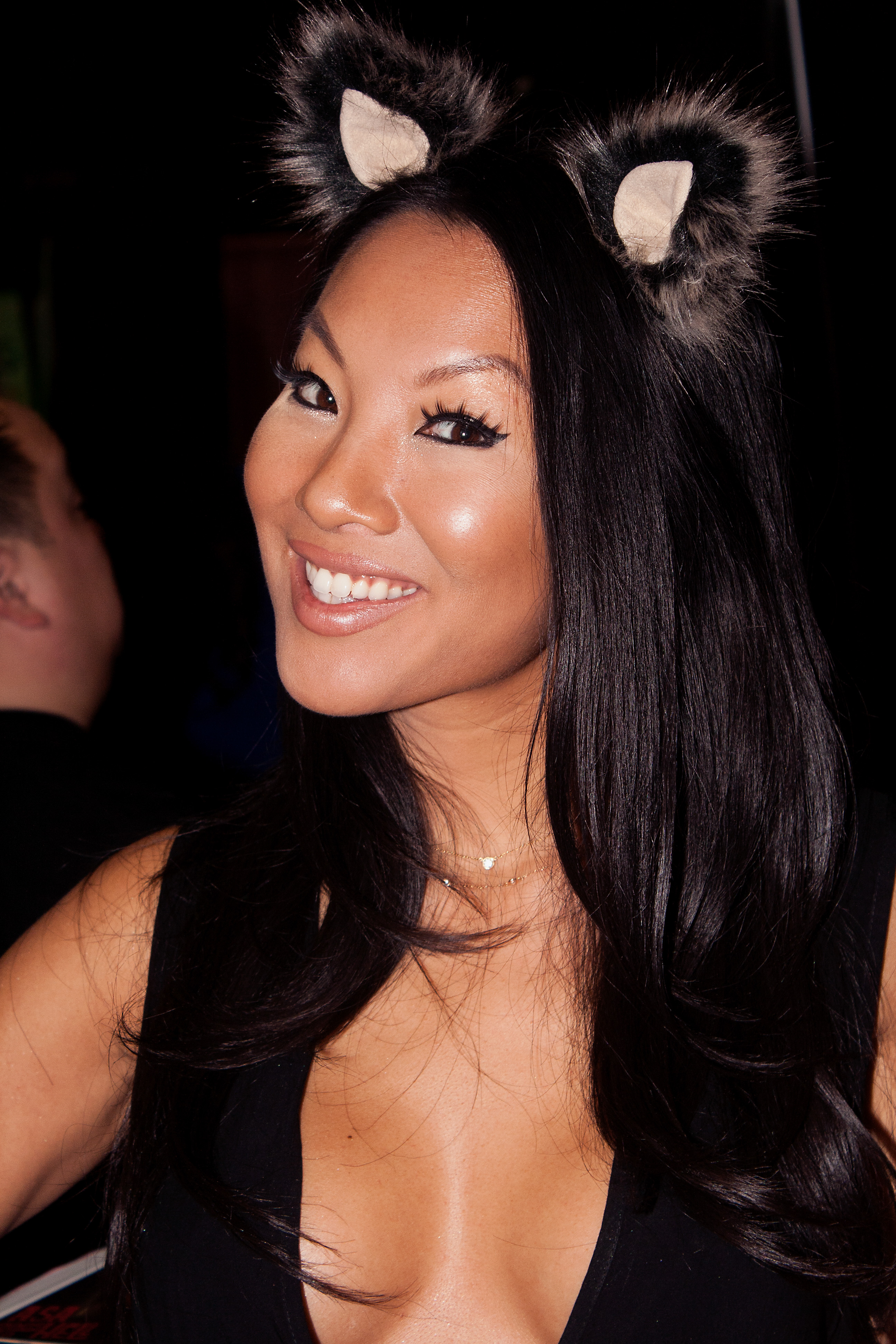
Asa Akira, November 2016

Asa Akira (* 3. Januar 1985 in New York City, New York; bürgerlich Asa Takigami) ist eine japanisch-amerikanische Pornodarstellerin, Produzentin und Model. Weitere Pseudonyme sind unter anderem Tracy Han und Akira Lee. 2012 und 2013 wurde Akira mit einem AVN Award, zwei XRCO Awards und einem XBIZ Award jeweils als beste Darstellerin des Jahres ausgezeichnet. Darüber hinaus hat sie zahlreiche weitere Preise gewonnen.

## Kindheit und Jugend
Nach eigenen Angaben wurde Asa Akira in New York City als Tochter japanischer Eltern geboren und wuchs zunächst im Stadtteil SoHo in Lower Manhattan auf. Im Alter von neun zog sie mit ihrer Familie nach Tokio, da ihr Vater, ein Porträtfotograf, dort Arbeit annahm. Nach ihrer Rückkehr mit 13 nach Amerika besuchte sie mit einem Stipendium eine Privatschule der Vereinten Nationen in Manhattan. Dieses wurde ihr aufgrund der Tätigkeit ihres Großvaters ermöglicht, der über 45 Jahre japanischer Diplomat gewesen war. Während dieser Zeit jobbte sie in einem Buchladen namens Books of Wonder als Kassiererin. Akira beschrieb ihre Kindheit als “perfectly normal” (‚absolut normal‘), zu Hause wurde Japanisch gesprochen und die gesamte Familie legte großen Wert auf einen gesunden Lebenswandel.

## Karriere

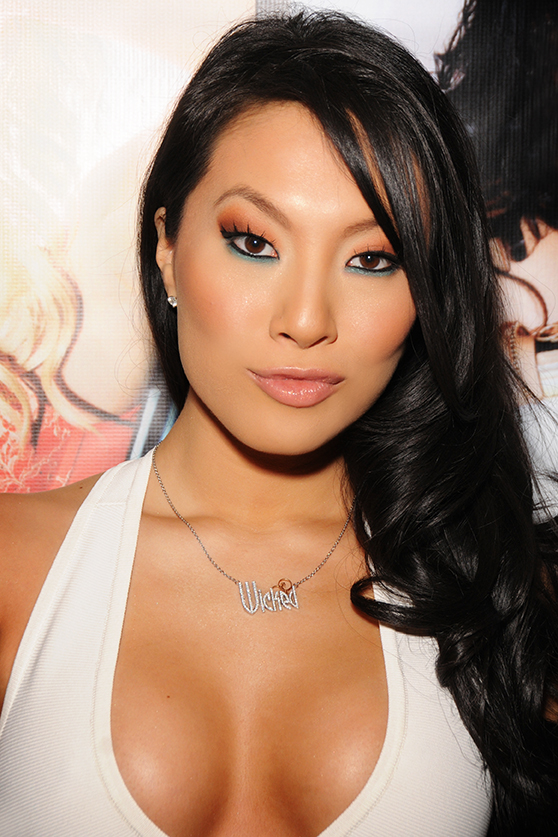
Asa Akira, 2014

Asa Akira gibt an, dass sie mit 19 Jahren als Domina zu arbeiten begann und anschließend als Stripperin in einem Hustler-Club tätig war. Dort wurde sie für eine Radiosendung namens Bubba the Love Sponge gecastet, bei der sie ein Jahr arbeitete. Erste Berufserfahrung als professionelle Darstellerin in Hardcore-Pornofilmen sammelte sie mit der Darstellerin Gina Lynn in lesbischen Pornofilmen. Der erste Einsatz als Darstellerin mit dem männlichen Kollegen Travis Knight, dem späteren Ehemann von Gina Lynn, erfolgte im Jahre 2008 in dem Film Top Notch Bitches 7.
Sie war für alle großen Branchenunternehmen als Darstellerin tätig, darunter Elegant Angel, Evil Angel, Wicked Pictures und Gina Lynn Productions. Sie war Darstellerin in sehr vielen Szenen von Filmen des Unternehmens Brazzers und spielte in der ZZ-Series Lust Bite (dreiteiliger Vampir-Pornofilm) eine Hauptrolle. Im Jahre 2010 war sie als Darstellerin in dem nach ihr benannten Film Asa Akira Is Insatiable, für den sie insgesamt vier AVN-Awards bekam, zu sehen. 2012 wurden sechs Fortsetzungen des kommerziell erfolgreichen Filmes mit Asa Akira in der Hauptrolle produziert.
Ihr Leben und ihre berufliche Karriere beschrieb sie detailliert in ihren Memoiren „Insatiable: Porn – A Love Story“, die im Mai 2014 bei Grove/Atlantic erschienen.
Akira bezeichnet sich selbst als überzeugte Feministin.

“I'm part of the new era of porn. We're feminists, very sex-positive people. We're not victims of rape, not drug addicts, we don't have any daddy issues.”

„Ich bin Teil der neuen Ära des Pornos. Wir sind Feministinnen, sehr sexpositive Leute. Wir sind keine Vergewaltigungsopfer, keine Drogenabhängigen, wir haben keine Vaterkomplexe.“

## Privates
2012 verlobte sie sich mit dem amerikanischen Pornodarsteller Rocco Reed, heiratete dann jedoch den Spanier Toni Ribas, mit dem sie bis 2017 liiert war.
Sie hat zwei Kinder, eines davon mit ihrem zweiten Ehemann Sean Maroney (2022).

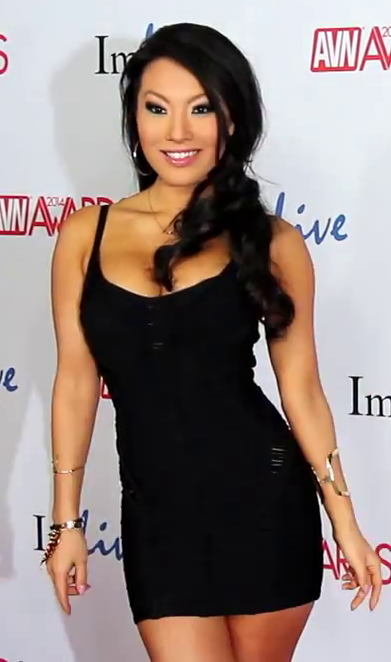
Asa Akira bei den AVN Awards 2014

## Filmografie (Auswahl)
Asa Akira spielte in zahlreichen Filmen mit; die IAFD listet insgesamt 766 Filme (Stand: Juli 2020), in denen sie als Darstellerin auftritt. Außerdem listet die Datenbank acht Filme, in denen sie Regie geführt hat. Ihr Regiedebüt gab sie 2013 bei dem Label Elegant Angel. Die folgende Liste enthält eine Auswahl der Filme, bei denen sie mitwirkte:
- 2008: Bombshell Bottoms 4
- 2008: Be My Bitch 6
- 2008: Shot Glasses
- 2008: Asian Fucking Nation 3
- 2009: Suck It Dry 6
- 2009: Pure
- 2009: Big Mouthfuls
- 2009: Strap Attack 10
- 2010: Tori Black Is Pretty Filthy 2
- 2010: Asian Booty
- 2010: Baby Got Boobs 3
- 2010: Official Friday the 13th Parody
- 2010: Invasian! 4
- 2010: Bootylicious Girls
- 2010: Saw: A Hardcore Parody
- 2010: Asa Akira Is Insatiable
- 2010: Asses of Face Destruction 10
- 2010: Pussy Bully Payback
- 2010: Pussy Is the Best Medicine
- 2010: Slutty and Sluttier 12
- 2010: Speed
- 2010: Ass Worship 12
- 2010: Big Tits at School 11
- 2010: Performers Of The Year 2011
- 2011: Evil Anal 13
- 2011: Asa Akira Is Insatiable 2
- 2011: Elvis XXX – A Porn Parody
- 2011: Starstruck 2
- 2011: Mandingo Massacre 2
- 2011: Performers Of The Year 2012
- 2011: Ass Titans 6
- 2012: I Am Natasha Nice
- 2012: Asa Akira is Insatiable 3
- 2012: Bang Bus 40
- 2012: Internal Investigation
- 2012: Asa Akira To The Limit
- 2012: Flesh or Fantasy
- 2012: Oil Overload 7
- 2012: Spandex Loads 3
- 2012: Asa Akira’s Massage Fantasies 1–5
- 2012: A Ride Home
- 2012: Performers Of The Year 2013
- 2013: Asa Akira Anal fucks Cross Dresser
- 2013: Asa Akira Live
- 2013: Brazzers Live 32: Hardcore Flex
- 2013: Wolverine XXX – An Axel Braun Parody
- 2013: Underworld
- 2014: Aftermath
- 2015: Barbarella: An Axel Braun Parody
- 2015: Magic Mike XXXL: A Hardcore Parody
- 2015: Vente Quédate un Rato
- 2016: Fanny Packed
- 2016: DNA
- 2017: Asa Akira Asian Babe Fucking
- 2017: Asa Akira Good Hard Sex
- 2017: Asa Akira Hot Hard Sex
- 2017: Asa Akira Live Sex and Footjob
- 2017: Asa Akira Shaves Her Pussy and Ass
- 2017: Asians Want The Tongue
- 2017: The Blonde Dahlia
- 2017: Lesbian Anal Adventure
- 2017: Tell Me Something Dirty
- 2017: Takers
- 2017: Exposed
- 2017: Bitches And Pets 2
- 2017: Vendetta
- 2018: Horny and All Alone 2
- 2018: Naughty Office 24039
- 2018–2019: Office Love Affair 1, 2
- 2018: PornHub Games: S01E01 - Strip Off
- 2018: PornHub Games: S01E02 Ride'Em
- 2019: Asa Akira Is an Anal Superstar
- 2019: Asa Akira: Real Homemade Anal Sex with Boyfriend
- 2020: Asa Akira: Destruction of Her Award Winning Ass
- 2020: Penthouse Nurses 1
- 2020: Sex Obsessed 4
- 2021: Asa Akira and Skin Diamond Facebanged By A Bbc
- 2021: Asa Akira: Unforgettable Anal
- 2022: Asa Akira is a Bondage Slut
- 2022: Asa Akira Is A Soaking Wet Asian Treat
- 2022: Asa Akira: Asa Asks for Anal and Gets It
- 2022: Orgasmic Asa Akira Rides Like A Pro
- 2023: Girls Who Love Girls 3
- 2023: Top Asa Akira

### Cameo-Auftritte
2012 verkörperte sie sich in dem Independent-Movie Starlet selbst.
2017 hatte sie einen Auftritt in der Emmy-Winning Episode von Family Guy (16. Staffel) als Kandidatin der „back room casting show“.

### Produktionen
Akira produzierte insgesamt acht Filme für die Labels Elegant Angel und Club 59
- 2013: Gangbanged 6[19]
- 2013: Asian Bombshells
- 2013: Lush 4
- 2013: Teach Me 3
- 2013: Massive Asses 7
- 2014: Performers of the Year 2014
- 2014: Best New Starlets 2014
- 2014: Cuties 62

## Auszeichnungen & Nominierungen

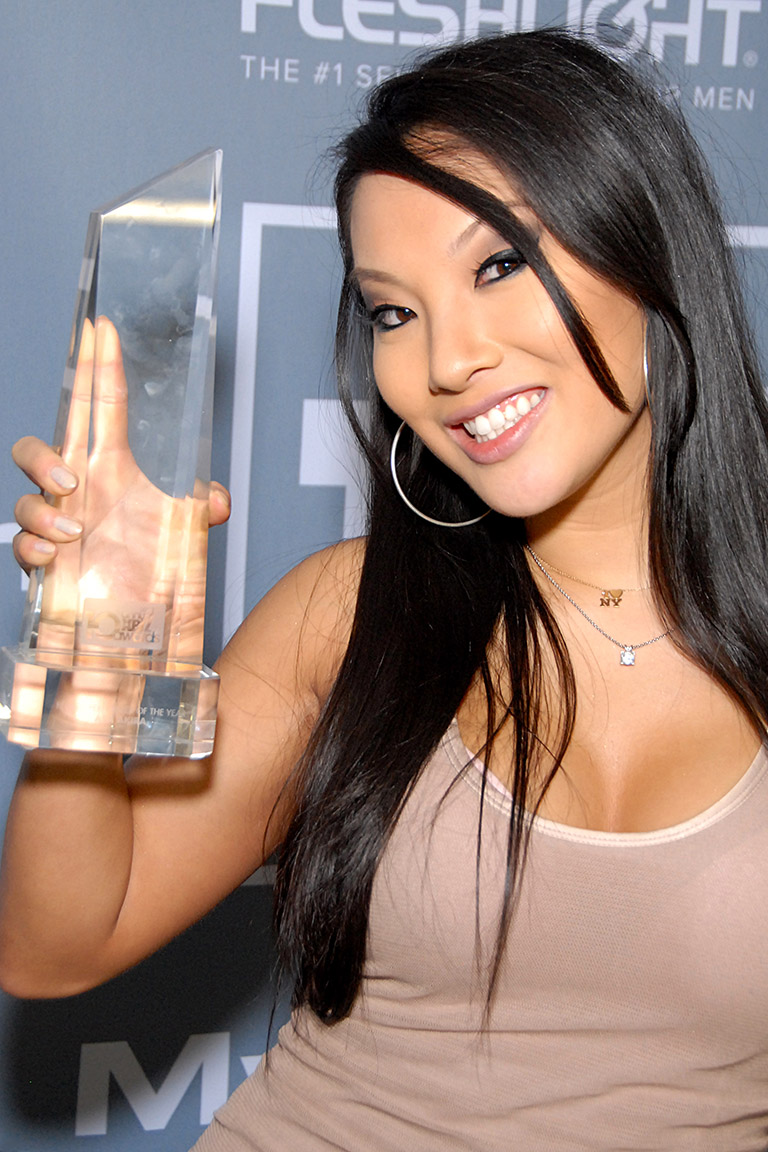
Asa Akira mit ihrem XBIZ Award des Jahres 2012 in der Kategorie Female Performer of the Year

Asa Akira war bisher über 54 Mal für den AVN Award, 16 Mal für den XRCO Award und 19 Mal für den XBIZ Award nominiert. 2011 gewann sie vier AVN Awards für ihre Auftritte in Asa Akira Is Insatiable und Buttwoman vs. Slutwoman sowie zwei Urban X Awards. Seitdem folgten weitere Branchenauszeichnungen in den Jahren 2012 und 2013, darunter in der bedeutendsten Kategorie Female Performer of the Year der XBIZ Award 2012, der AVN Award 2013, und zweimal hintereinander der Kritikerpreis XRCO Award. 2014 wurde ihre Website mit einem AVN Award ausgezeichnet, 2015 erhielt sie den XRCO Award als beliebteste Mainstream-Figur der Pornoszene. Insgesamt wurde sie mit 30 Auszeichnungen bedacht, davon 14 Mal in persönlichen Kategorien und sieben Mal speziell als Darstellerin des Jahres.
2012 moderierte sie dir 30. Annual AVN Awards, bei denen sie die am meisten ausgezeichnete Person wurde.

### Auszeichnungen (Auswahl)
(Quelle: )
- 2008: Rog-Award als Starlet of Year (Critic)
- 2011: AVN Award für Best All-Girl Three-Way Sex Scene in Buttwoman vs. Slutwoman (mit Alexis Texas und Kristina Rose)[22]
- 2011: AVN Award für Best Anal Sex Scene in Asa Akira Is Insatiable (mit Manuel Ferrara)[22]
- 2011: AVN Award für Best Double Penetration Sex Scene in Asa Akira Is Insatiable (mit Toni Ribas und Erik Everhard)[22]
- 2011: AVN Award für Best Three-Way Sex Scene (G/B/B) in Asa Akira Is Insatiable (mit Prince Yahshua und Jon Jon)[22]
- 2011: Urban X Award für Best Couples Sex Scene (mit Mr. Pete)
- 2011: Urban X Award als Porn Star of the Year
- 2012: AVN Award für Best Tease Performance in Asa Akira Is Insatiable 2[23]
- 2012: AVN Award für Best Anal Sex Scene in Asa Akira Is Insatiable 2 (mit Nacho Vidal)[23]
- 2012: AVN Award für Best Double Penetration Scene in Asa Akira Is Insatiable 2 (mit Mick Blue und Toni Ribas)[23]
- 2012: AVN Award für Best Three-Way Sex Scene (G/B/B) in Asa Akira Is Insatiable 2 (mit Mick Blue und Toni Ribas)[23]
- 2012: AVN Award für Best Group Sex Scene in Asa Akira Is Insatiable 2 (mit Erik Everhard, Toni Ribas, Danny Mountain, Jon Jon, Broc Adams, Ramón Nomar und John Strong)[23]
- 2012: AVN Award für Best Solo Sex Scene in Superstar Showdown 2: Asa Akira vs. Kristina Rose[23]
- 2012: AVN Award für Best All-Sex Release für Asa Akira Is Insatiable 2[23]
- 2012: XRCO Award als Female Performer of the Year[24]
- 2012: XRCO Award als Superslut[24]
- 2012: XBIZ Award als Female Performer of the Year[25]
- 2012: NightMoves Award für Best Ass (Editor’s Choice)
- 2012: AEBN VOD Award als Performer of the Year[26]
- 2013: XRCO Award als Female Performer of the Year[27]
- 2013: AVN Award als Female Performer of the Year[28]
- 2013: AVN Award für Best Double-Penetration Sex Scene in Asa Akira Is Insatiable 3 (mit Ramón Nomar und Mick Blue)[28]
- 2013: AVN Award für Best Three-Way Sex Scene (G/G/B) in Asa Akira Is Insatiable 3 (mit Brooklyn Lee und James Deen)[28]
- 2013: AVN Award für Best Group Sex Scene in Asa Akira Is Insatiable 3 (mit Erik Everhard, Ramón Nomar und Mick Blue)[28]
- 2013: AVN Award für Best POV Sex Scene in Asa Akira to the Limit (mit Jules Jordan)[28]
- 2013: NightMoves Award als Best Ethnic Performer (Fan’s Choice)
- 2014: AVN Award für Best Porn Star Website (geteilt mit Joanna Angel)
- 2014: NightMoves Award für Best Body (Editor’s Choice)
- 2015: XRCO Award als Mainstream Adult Media Favorite
- 2017: AVN Award als "Best Solo/Tease Performance" in "Asa Goes to Hell"[29]